# Repuš
Repuš je naselje u slovenskoj Općini Dobju. Repuš se nalazi u pokrajini Štajerskoj i statističkoj regiji Savinjskoj. 

## Stanovništvo
Prema popisu stanovništva iz 2002. godine naselje je imalo 50 stanovnika.